# Хорошая пара
«Хорошая пара» (англ. Two of a Kind) ― американская мелодрама 1983 года режиссёра Джона Херцфельда с Джоном Траволтой и Оливией Ньютон-Джон в главных ролях.

## Сюжет
Четыре ангела — Чарли, Эрл, Гонсалес и Рут — руководили небесами в течение последних 25 лет. Во время игры в гольф их прерывает Бог. Ему не нравится то, что он видит на Земле. Бог хочет устроить ещё один потоп и начать все сначала. Ангелы убеждают его пересмотреть свое решение, рассуждая, что, если типичный земной человек может измениться, то и все человечество способно на это.
Бог соглашается с ними. Типичным земным человеком, выбранным ангелами, является Зак Мелон — неудачливый изобретатель, который под угрозой ростовщиков решает ограбить банк. Зак наводит пистолет на кассиршу Дебби Уайлдер, которая отдает ему все деньги. Однако, когда Зак заглядывает в мешок после ограбления, он видит, что Дебби заменила банковские депозитные квитанции на наличные и оставила деньги себе. Зак выслеживает её, чтобы вернуть украденные деньги. Затем они влюбляются друг в друга. Их отношения подвергаются испытаниям, так как им угрожает головорез в маске.

## В главных ролях
- Джон Траволта ― Зак Мелон
- Оливия Ньютон-Джон ― Дебби Уайлдер
- Чарльз Дёрнинг ― Чарли
- Оливер Рид ― Бизли
- Беатрис Стрейт ― Рут
- Скэтмэн Крозерс ― Эрл
- Ричард Брайт ― Стюарт
- Тонни Калем ― Терри
- Эрни Хадсон ― детектив Скаггс

## Производство
Первоначально фильм назывался «Второй шанс» и должен был быть снят режиссёром Ричардом Рашем.
Основные съемки проходили в Нью-Йорке с двухнедельной натурной съемкой с 25 апреля по 2 мая 1983 года, а затем продолжались в Калифорнии на студиях 20th Century Fox в Сенчури-Сити, MGM Studios в Калвер-Сити и Burbank Studios в Бербанке с 9 мая по июль 21, 1983. Сцена рая была снята на сцене MGM 27.
Ньютон-Джон записала песню «Twist of Fate», которая звучала в конце титров. Она оказалась настолько популярной на радио, что выпуск фильма был отложен, чтобы переделать саундтрек к фильму.

## Прием
Джин Сискел из Chicago Tribune дал фильму две с половиной звезды из четырёх и написал, что режиссёр Джон Херцфельд поместил одну из любимых фантастических пар Америки в наполненную трюками историю, которая требует почти постоянного присутствия семи самых скучных второстепенных персонажей, которых вы когда-либо встречали. Это ужасно, потому что всякий раз, когда Ньютон-Джон и Траволта появляются на экране вместе, фильм вдруг становится интересным. Хочется сказать им, чтобы они встали и пошли в другой фильм, где могут долго разговаривать или целоваться.
Фильм был номинирован на пять премий Золотая малина: Худший актёр (Траволта), Худшая актриса (Ньютон-Джон), Худший режиссёр (Херцфельд), Худший сценарий и Худшая картина. Фильм был номинирован также на премию Stinkers Bad Movie Award за худшую картину.
По состоянию на февраль 2020 года фильм имеет рейтинг 18 % на сайте Rotten Tomatoes, основанный на 11 отзывах.